# Famiglia Pallade

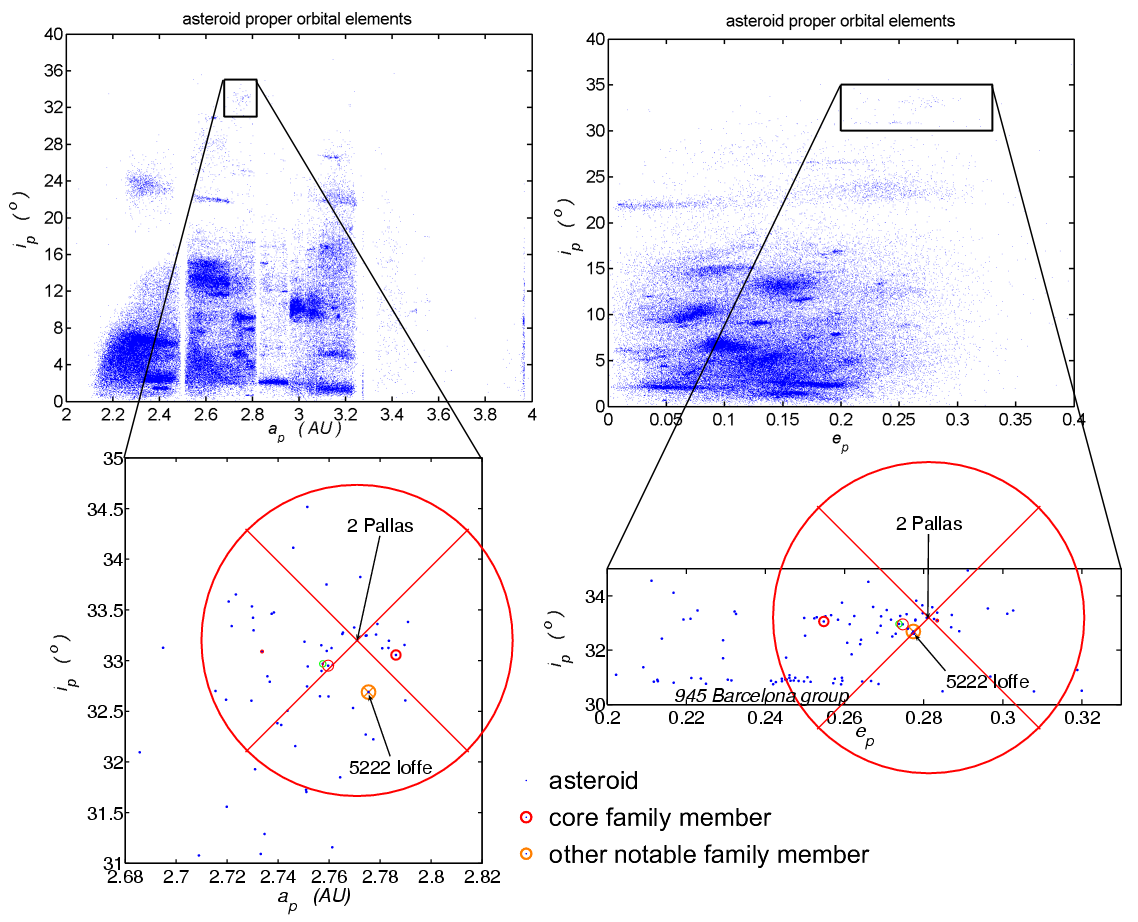
La famiglia Pallade.

La famiglia di asteroidi Pallade o Pallas è un raggruppamento di asteroidi di tipo B, caratterizzati da un'elevata inclinazione orbitale nella fascia principale. È stata scoperta da Kiyotsugu Hirayama nel 1928. 

## Caratteristiche
La famiglia comprende l'asteroide Pallade, uno dei più grandi asteroidi della fascia principale, con un diametro medio di circa 550 km. Gli altri corpi del gruppo sono molto più piccoli. Il secondo per dimensioni è 5222 Ioffe, per il quale è stimato un diametro di 22 km. Ciò, insieme al fatto che i membri del gruppo siano prevalentemente di tipo B, nonostante la rarità di tali asteroidi, indica che questa è probabilmente una famiglia collisionale, composta da frammenti strappati da Pallade in conseguenza di impatti con altri corpi.
Si sospetta che 3200 Phaethon, il corpo progenitore dello sciame meteorico delle Geminidi, appartenga alla famiglia.
Gli elementi orbitali propri dei membri della famiglia giacciono entro i seguenti intervalli:
|     | ap      | ep   | ip  |
| --- | ------- | ---- | --- |
| min | 2,71 AU | 0,25 | 32° |
| max | 2,79 AU | 0,31 | 34° |

Da qui si ricavano i confini approssimativi della famiglia. All'epoca attuale, la distanza osculatrice degli elementi orbitali di questi membri più importanti è
|     | a       | e    | i   |
| --- | ------- | ---- | --- |
| min | 2,71 AU | 0,13 | 30° |
| max | 2,79 AU | 0,37 | 38° |